# Willy Brokamp
Willy Brokamp (ur. 25 lutego 1946 w Kerkrade) – holenderski piłkarz grający na pozycji napastnika.

## Kariera klubowa
Treningi rozpoczął w wieku 8 lat w RKVV Chèvremont. W latach 1964–1974 grał w MVV Maastricht. W 1973 został najlepszym strzelcem ligi, ex aequo z Casem Janssensem; obaj strzelili po 18 goli. W sierpniu 1974 trafił do Ajaksu Amsterdam. Po dwóch latach gry w Ajaksie wrócił do MVV, gdzie w maju 1977 zakończył karierę.

## Kariera reprezentacyjna
W reprezentacji Holandii zagrał w sześciu meczach, w których strzelił sześć goli.

## Losy po zakończeniu kariery
W czasie kariery otworzył swój bar. Przez wiele lat był właścicielem lokalu o nazwie Aux Pays-Bas i kilku innych w Maastricht. Obecnie mieszka w belgijskiej miejscowości Kanne. Od 1999 posiada tam bar In Kanne en Kruike.

## Życie prywatne
Ma żonę Adèle i dwoje dzieci.